# STDU Viewer
STDU Viewer（エスティーディーユー・ビューアー）は、複数の文書形式に対応した軽量なドキュメントビューアである。Microsoft Windows上で動作し、非商用利用に限りフリーウェアとして提供されている。
対応フォーマットは以下のとおり：PDF、WWF（世界自然保護基金形式）、DjVu、コミックブック形式（CBR、CBZ）、FB2、ePUB、XPS、TCR（Text Compression for Reader）、MOBI、AZW、マルチページTIFF、テキストファイル（TXT）、PalmDoc（PDB）、WMF、EMF、BMP、GIF、JPEG（JPG）、PNG、PSD（Photoshop形式）、PCX・DCXなど。
本ソフトウェアはC++で開発されている。

## 機能
STDU Viewerは、タブインターフェースを採用しており、複数のドキュメントを同時に開くことができる。セッションの保存・復元、ページのサムネイル表示、ユーザーによるブックマーク作成、カラー調整、文字設定の変更が可能である。
検索アルゴリズムは3種類あり、検索結果は一覧表示できる。また、画面の回転（90度）機能により、縦型ディスプレイでも快適に閲覧できる。ドキュメントページはテキストや画像としてエクスポート可能である。

## 評価
STDU Viewerは、多数の電子書籍形式に対応している点が評価されており、Adobe Acrobat Readerの代替として言及されることもある。
2009年の「トップ50フリーソフト」や、学生向け推奨ソフトウェアのリストにも選出されている。
一方で、CHM（Compiled HTML Help）、LIT（Microsoft Reader）、DOC、HTML形式には対応していない。